# Marcilly-et-Dracy
Marcilly-et-Dracy és un municipi francès, situat al departament de la Costa d'Or i a la regió de Borgonya - Franc Comtat.